# 七海慎吾
七海 慎吾（ななみ しんご、11月19日 - ）は、日本の漫画家、イラストレーター。

## 作品リスト
- 天然優良児（1999年、『月刊ステンシル』、全1巻）
- KAMUI（2001年 - 2005年、『月刊ステンシル』→『月刊ガンガンWING』、全11巻）
- 戦國ストレイズ（2007年 - 2014年、『月刊ガンガンWING』→『月刊ガンガンJOKER』、全15巻）
- Jヲタ男子☆朝比奈くん（2016年 - 2017年、『月刊ガンガンJOKER』、全3巻）